# Nuestra Señora del Pilar de Zaragoza
O Nuestra Señora del Pilar de Zaragoza foi um dos galeões dos chamados "Galeão de Manila", ele assim como outros galeões espanhóis faziam a rota entre as Filipinas e a América através do oceano Pacífico. Foi construído em 1731 em Cavite e sua integração ocorreu em 1733 com o comando de D. Jerónimo Montero, ao mesmo tempo foi construído o seu navio irmão Nuestra Señora de Covadonga, que teve a mesma missão. No dia 26 de julho de 1733 partiu para a sua primeira viagem oficial do porto de Manila, estava acompanhado de seu navio irmão, e apesar de quase ter afundado por conta de um forte temporal próximo das Ilhas Marianas chegou em Acapulco em 21 de março de 1734.